# Camptocarpus mauritianus
Camptocarpus mauritianus là một loài thực vật có hoa trong họ La bố ma. Loài này được Jean-Baptiste Lamarck mô tả khoa học đầu tiên năm 1786 dưới danh pháp Cynanchum mauritianum. Năm 1844 Joseph Decaisne chuyển nó sang chi Camptocarpus.